# 南石祠
南石祠，位于中国广西壮族自治区全州县绍水镇松川白塘村，为一个省级文物保护单位，类型为古建筑及历史纪念建筑物，为第四批广西壮族自治区文物保护单位，公布时间为1994年7月8日。
南石祠的历史年代为清。